# Seleção Etíope de Voleibol Masculino
A seleção etíope de voleibol masculino é uma equipe do continente africano, composta pelos melhores jogadores de voleibol da Etiópia. É mantida pela Federação Etíope de Voleibol (EVF). Encontra-se na 215ª posição do ranking mundial da FIVB segundo dados de setembro de 2021.